# Cosmophasis bitaeniata
Cosmophasis bitaeniata (Keyserling, 1882) è un ragno appartenente alla famiglia Salticidae.

## Caratteristiche
Questa specie è distinguibile dalle altre del gruppo omonimo (bitaeniata-group) per la lunghezza e la partizione dell'embolo (l'organo riproduttivo) spiniforme, oltre che per il tegulum di forma da arrotondata ad ovoidale.

## Biologia
Questo ragno è mirmecofilo, cioè vive in associazione con le formiche. In particolare questa specie è un cleptoparassita della formica Oecophylla smaragdina (Fabricius, 1775), delle cui larve si nutre. Il ragno riesce ad eludere la sorveglianza delle formiche grazie alla presenza di specifici composti presenti sulla cuticola che ingannano le formiche.

## Distribuzione
La specie è stata rinvenuta in Indonesia (Isole Kei); Nuova Guinea (Merauke, Provincia Centrale); Australia (Nuovo Galles del Sud, Queensland e Territorio del Nord); isole Figi e Micronesia.

## Tassonomia
Il genere Cosmophasis è suddiviso in cinque gruppi in base alle peculiarità della struttura dei genitali; la C. bitaeniata è capostipite del gruppo omonimo (bitaeniata-group).
Al 2012 non sono note sottospecie.